# توتسوكاوا
توتسوكاوا (باليابانية: 新篠津村) هي قرية تقع في مقاطعة يوشينو، محافظة نارا، اليابان.
يُقدر التعداد السكاني للقرية لعام 1 سبتمبر 2007بـ3921 نسمة، بكثافة سكانية تبلغ 5.83 شخص لكل كيلومتر مربع. مجموع المساحة يبلغ 672.35 كيلومتر مربع.

## المناخ
يظهر الجدول التالي التغييرات المناخية على مدار السنة لتوتسوكاوا:
| البيانات المناخية لـتوتسوكاوا                           | البيانات المناخية لـتوتسوكاوا | البيانات المناخية لـتوتسوكاوا | البيانات المناخية لـتوتسوكاوا | البيانات المناخية لـتوتسوكاوا | البيانات المناخية لـتوتسوكاوا | البيانات المناخية لـتوتسوكاوا | البيانات المناخية لـتوتسوكاوا | البيانات المناخية لـتوتسوكاوا | البيانات المناخية لـتوتسوكاوا | البيانات المناخية لـتوتسوكاوا | البيانات المناخية لـتوتسوكاوا | البيانات المناخية لـتوتسوكاوا | البيانات المناخية لـتوتسوكاوا |
| الشهر                                                   | يناير                         | فبراير                        | مارس                          | أبريل                         | مايو                          | يونيو                         | يوليو                         | أغسطس                         | سبتمبر                        | أكتوبر                        | نوفمبر                        | ديسمبر                        | المعدل السنوي                 |
| ------------------------------------------------------- | ----------------------------- | ----------------------------- | ----------------------------- | ----------------------------- | ----------------------------- | ----------------------------- | ----------------------------- | ----------------------------- | ----------------------------- | ----------------------------- | ----------------------------- | ----------------------------- | ----------------------------- |
| الدرجة القصوى °م (°ف)                                   | 16.3 (61.3)                   | 20.9 (69.6)                   | 25.5 (77.9)                   | 31.6 (88.9)                   | 34.5 (94.1)                   | 35.8 (96.4)                   | 38.0 (100.4)                  | 39.4 (102.9)                  | 36.0 (96.8)                   | 30.4 (86.7)                   | 23.6 (74.5)                   | 21.7 (71.1)                   | 39.4 (102.9)                  |
| متوسط درجة الحرارة الكبرى °م (°ف)                       | 7.7 (45.9)                    | 8.9 (48.0)                    | 12.7 (54.9)                   | 18.8 (65.8)                   | 23.1 (73.6)                   | 25.9 (78.6)                   | 29.7 (85.5)                   | 30.8 (87.4)                   | 27.0 (80.6)                   | 21.0 (69.8)                   | 15.5 (59.9)                   | 10.2 (50.4)                   | 19.3 (66.7)                   |
| المتوسط اليومي °م (°ف)                                  | 3.2 (37.8)                    | 3.8 (38.8)                    | 7.0 (44.6)                    | 12.3 (54.1)                   | 16.7 (62.1)                   | 20.3 (68.5)                   | 24.0 (75.2)                   | 24.6 (76.3)                   | 21.4 (70.5)                   | 15.6 (60.1)                   | 10.2 (50.4)                   | 5.3 (41.5)                    | 13.7 (56.7)                   |
| متوسط درجة الحرارة الصغرى °م (°ف)                       | −0.4 (31.3)                   | −0.2 (31.6)                   | 2.2 (36.0)                    | 6.8 (44.2)                    | 11.5 (52.7)                   | 16.1 (61.0)                   | 20.2 (68.4)                   | 20.7 (69.3)                   | 17.7 (63.9)                   | 11.6 (52.9)                   | 6.0 (42.8)                    | 1.3 (34.3)                    | 9.4 (48.9)                    |
| أدنى درجة حرارة °م (°ف)                                 | −6 (21)                       | −7.2 (19.0)                   | −4.4 (24.1)                   | −1.9 (28.6)                   | 2.1 (35.8)                    | 8.2 (46.8)                    | 13.0 (55.4)                   | 13.8 (56.8)                   | 8.9 (48.0)                    | 1.6 (34.9)                    | −1.6 (29.1)                   | −4.8 (23.4)                   | −7.2 (19.0)                   |
| الهطول مم (إنش)                                         | 78.6 (3.09)                   | 98.5 (3.88)                   | 166.2 (6.54)                  | 160.4 (6.31)                  | 219.1 (8.63)                  | 321.7 (12.67)                 | 356.8 (14.05)                 | 270.5 (10.65)                 | 282.7 (11.13)                 | 167.9 (6.61)                  | 111.1 (4.37)                  | 69.4 (2.73)                   | 2٬314 (91.10)                 |
| ساعات سطوع الشمس الشهرية                                | 96.2                          | 98.0                          | 122.8                         | 145.1                         | 142.0                         | 108.1                         | 130.6                         | 147.9                         | 112.9                         | 114.6                         | 109.6                         | 105.6                         | 1٬429٫5                       |
| المصدر #1: وكالة الأرصاد الجوية اليابانية (1981 - 2010) |                               |                               |                               |                               |                               |                               |                               |                               |                               |                               |                               |                               |                               |
| المصدر #2: Japan Meteorological Agency (1981 - 2010)    |                               |                               |                               |                               |                               |                               |                               |                               |                               |                               |                               |                               |                               |

## توأمة
لتوتسوكاوا اتفاقيات توأمة مع:
- ميوشي

## أعلام
- تاكيشي مايدا

## روابط خارجية
- الموقع الرسمي (باليابانية)